# Вальдеррабано, Энрикес де
Энри́кес де Вальдерра́бано (исп. Enríquez de Valderrábano) — испанский композитор и виуэлист эпохи Возрождения. Родился в 1500 году, предположительно в Пеньяранда-де-Дуэро. Упоминания о нём теряются в 1557 году, и этот год считается годом его смерти.

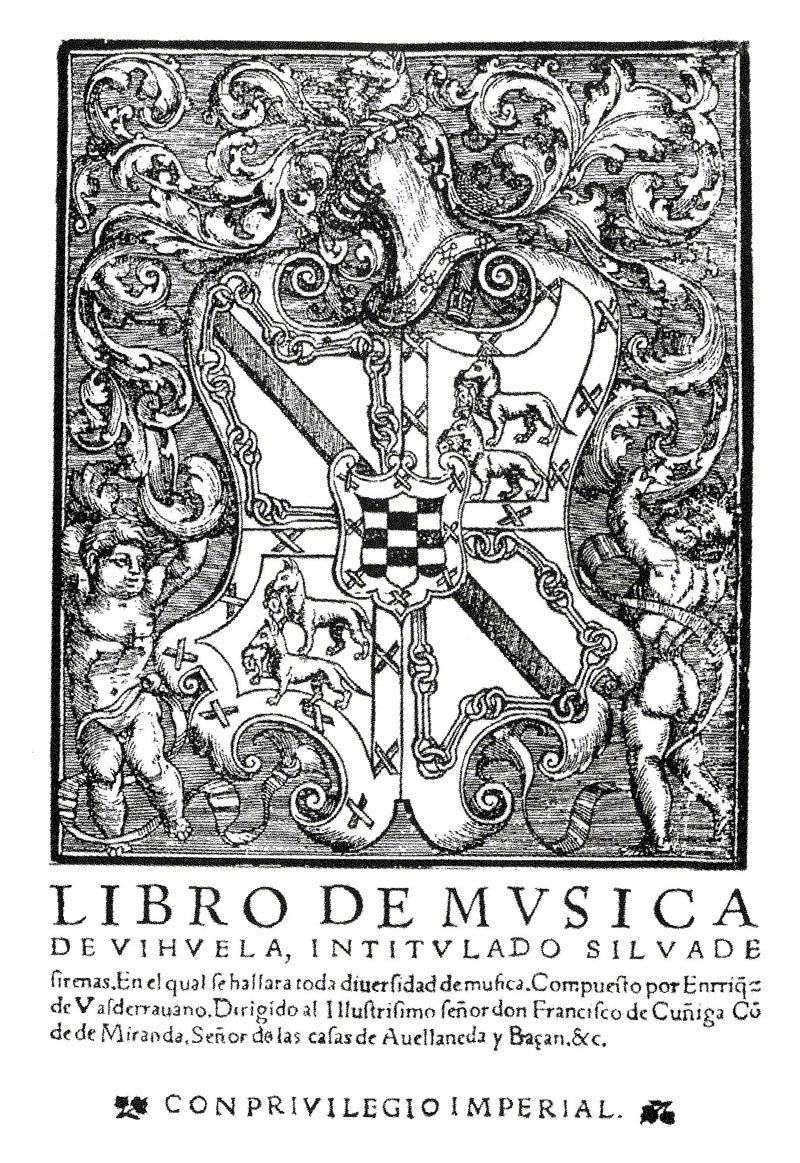
Обложка сборника «Лес сирен». Вальядолид. 1547. Libro de música de vihuela intitulado Silva de Sirenas.

Творчество Вальдеррабано относится к периоду расцвета игры на виуэле в Испании. Славу ему принесли сочинённые им дифере́нсиас (исп. diferencias, буквально «различия») — то есть музыкальные вариации на одну и ту же тему. Особенно выдающимися считаются принадлежащие ему 120 (по другим данным — 123) вариаций на тему известного романса «Конде Кларос».
Вальдеаррабано создал собственный музыкальный жанр — инструментальный сонет, сочинив 19 сонетов, представляющих собой небольшие пьесы.